# 吉川朋孝
吉川 朋孝（よしかわ ともたか、1973年4月27日 - ）は、吉川メソッドの考案者。吉川メソッドとは、吉川朋孝の独自の理論に基づく筋トレと食事法(糖質制限食)を行い、短期間でダイエットや、筋肉をつけるメソッドのこと。

## 人物
愛知県出身。元グラフィックデザイナー。現在はボディデザインをするボディデザイナー。

### 空手で腰を痛めたことがきっかけで独自のトレーニングを開発
20歳の頃から空手を始めて6年目、練習のし過ぎで腰を痛め、医師から「一生治らない」と言われていたのをトレーニングで完治させる。
この経験からトレーニングにはまり、空手を辞めてしまった。筋トレの奥深さと面白さに感動して、将来は自分でジムを経営したいと思うようになるが億単位のお金が掛かるので将来の夢としていた。

### プライベートジムを生み出した
吉川はグラフィックデザインの仕事をしていたとき、恰幅のよいクライアントの店長が、「今の体ではジムに行くのは恥ずかしいから、
まずはこの出っ張ったお腹を引っ込めてからいくよ」と言われ、「ジムに行ける体になりたい」というニーズを満たすプライベートジムを思いつく。
プライベートジムならマンションの一室で開業ができて、大型店舗のような資金も掛からずにスタートすることが可能になった。
早速、吉川の友人の二人に頼み、モニターとして筋トレと糖質制限をしてもたったところ、二人とも見事に結果を出してかっこよく痩せることに成功した。

### プライベートジムを初出店
ある日、その友人が取引先に出向いた際に、そこの社長夫人に「どうしたの、そんなに痩せて！」と驚かれることになる。その社長夫人が吉川の記念すべき生徒第一号で、急遽マンションの一室を借りて、念願のプライベートジムをスタートさせた。

## 現在
現在の吉川朋孝のジムは、東京都港区白金台に一店舗のみ存在する。

## 書籍
2011年
- リバウンド率0%! 人生最後のダイエット「吉川メソッド」（2011年7月、ソフトバンククリエイティブ株式会社）
- 成功者のボディコントロール　驚異の『吉川メソッド』ダイエット （2011年10月、集英社）

2013年
- あなたと、あなたの人生を美しく、強くする筋トレのはじめ方（2013年4月、幻冬舎）
- 実証3ヶ月 吉川メソッドダイエット（2013年12月　集英社）

2014年
- 成功率100%! 奇跡の「吉川メソッド」でやせる! (TJMOOK)（2014年4月、宝島社）

2015年
- DVD付き　狙った筋肉を鍛える！　筋トレ完全バイブル（2015年7月、朝日出版社）

## メディア出演
テレビ番組
- 『ザ・ベストハウス123』（2011年1月12日、フジテレビ）
- 『とくダネ!』（2011年1月18日、フジテレビ）
- 『仰天クイズ! 珍ルールSHOW』2時間SP（2011年9月6日、テレビ東京）
- 『Oh!どや顔サミット』（2011年11月18日、朝日放送）
- 『Oh!どや顔サミット』2時間SP（2012年1月6日、朝日放送）
- 『Oh!どや顔サミット』 （2012年2月10日、朝日放送）
- 『人生が変わる1分間の深イイ話』（2012年2月20日、日本テレビ）
- 『行列のできる法律相談所』（2012年4月8日、日本テレビ）
- 『健康カプセル!ゲンキの時間』（2013年12月15日、CBCテレビ）
- 『今夜くらべてみました』2013年12月17日、日本テレビ）
- 『人生が変わる1分間の深イイ話』2014年2月3日・2月3日、日本テレビ）
- 『嵐にしやがれ』（2014年9月20日、日本テレビ）
- 『ガムシャラ!』（2015年2月22日、テレビ朝日）
- 『テレビ未来遺産』緊急！池上彰と考える　今年の細菌・ウイルス大疑問（2016年1月28日、TBSテレビ）
- 『ぽっちゃりママのダイエット奮闘記~2ヶ月間でここまで痩せました~』（2016年9月4日、テレビ朝日）

ラジオ
- 『J-WAVE TOKYO MORNING RADIO』（2011年10月5日、J-WAVE）
- 『テリー伊藤のフライデースクープ そこまで言うか!』（2014年1月24日、ニッポン放送）
- 『ロンドンブーツ1号2号 田村淳のNewsCLUB』（2014年4月7日・14日、文化放送）